# Montmort-Lucy
Montmort-Lucy település Franciaországban, Marne megyében. Lakosainak száma 650 fő (2022. január 1.). Montmort-Lucy Brugny-Vaudancourt, Étoges, Le Baizil, Corribert, La Caure, Congy, Loisy-en-Brie, Chaltrait, Moslins, Morangis és Blancs-Coteaux községekkel határos.

## Népesség
A település népességének változása:
| Lakosok száma | 437  | 497  | 583  | 597  | 581  | 596  | 608  | 613  | 624  | 650  |
|               | 1968 | 1982 | 1990 | 2006 | 2013 | 2015 | 2017 | 2019 | 2020 | 2022 |